# Eduard Hinze
Eduard Hinze, nemški general in vojaški zdravnik, * 22. februar 1898, † 8. november 1986.